# 古井神社 (美濃加茂市)
古井神社（こびじんじゃ）は、岐阜県美濃加茂市中富町に鎮座する神社。

## 概要
- 元々の名称は中富神社である。1909年（明治42年）に「一村一社運動」により清水神社、津島神社、八王子神社を合祀し、古井神社に改称する[1][2][3][4]。
- 名称は所在地である当時の自治体加茂郡古井村に因む。
- 1965年（昭和40年）10月23日に岐阜県神社庁より県神社庁長参向指定神社（金幣社）の指定を受ける[5][6]。
- 参道はソメイヨシノ、ヤエザクラなどのサクラの並木となっている。また一の鳥居と二の鳥居の間には太多線の踏切がある。
- 社務所は2014年（平成26年）4月4日に完成[7]。本殿、祝詞殿、境内三社は同年11月30日完成である[8]。
- 境内社の天王稲荷社は1973年（昭和48年）の創建である[6]。

## 由緒
前述のとおり、古井神社は1909年（明治42年）に「一村一社運動」により中富神社、清水神社、津島神社、八王子神社を合祀した神社である。
中富神社は平安時代に編纂された美濃国神名帳の富貴明神であると推測され、天暦6年（951年）創建という。安元2年（1176年）に源頼政が社地を寄進し、社殿を造営する。その後中富神社は牛頭天王社に改称する。
八王子神社は慶長3年（1598年）創建。
津島神社は慶長12年（1607年）創建。牛頭天王社（中富神社）を合祀するが、文政9年（1826年）に津島神社から中富神社が分離する。

## 祭神
- 建速須佐之男命
- 天忍穂耳命
- 天津彦根命
- 活津彦根命
- 熊野椽樟日命
- 市杵島姫
- 天穂日命
- 湍津姫神

## 祭事
春の例祭　（4月第2土・日曜日）
- 古井神社のハイボウともいう。子供神輿が繰り出され、鬼の面をかぶったハイボウ（蝿を追う男）がササラと呼ばれる棒で参拝者の頭を軽く叩き、厄払いをする。叩かれた子供は賢くなると言われている[10]。

## 火災
2024年10月1日に発生した火災により、本殿、祝詞殿、幣殿、拝殿、社務所が全焼し、施設内の設備や祭具もすべて焼失した。現在は、地域に根ざした信仰の拠点の再建を目指し、氏子総代らによる「古井神社再建復興の会」がクラウドファンディングを通じて再建に取り組んでいる。

## 交通アクセス

### 公共交通機関
- 東鉄バス八百津線「清水」バス停下車、徒歩で約5分。
- あい愛バスむくの木・そうきち線「清水」バス停下車、徒歩で約5分。
- JR高山本線・太多線、長良川鉄道越美南線「美濃太田駅」下車、徒歩で約15分。